# ビル・コンドン
ビル・コンドン（Bill Condon, 1955年10月22日 - ）は、アメリカ合衆国ニューヨーク出身の映画監督・脚本家。

## 略歴
コロンビア大学で哲学を学び、卒業後には映画批評家として活動した。その後、脚本を手がけるようになり、1987年にはスリラー映画『地獄のシスター』で初監督。1998年の『ゴッド・アンド・モンスター』ではアカデミー脚色賞を受賞した。
2006年にはスプリームスをモデルにしたブロードウェイ・ミュージカルの『ドリームガールズ』を映画化した。
プライベートでは、ゲイであることを公にしている。

## 主な作品
- 地獄のシスター Sister, Sister (1987) 監督・脚本
- F/X2 イリュージョンの逆転 F/X2 The Deadly Art Of Illusion (1991) 脚本
- キャンディマン2 Candyman: Farewell to the Flesh (1995) 監督
- ゴッド・アンド・モンスター Gods and Monsters (1998) 監督・脚本
- シカゴ Chicago (2002) 脚本
- 愛についてのキンゼイ・レポート Kinsey (2004) 監督・脚本
- ドリームガールズ Dreamgirls (2006) 監督・脚本
- トワイライト・サーガ/ブレイキング・ドーン Part1 The Twilight Saga: Breaking Dawn - Part 1 (2011) 監督
- トワイライト・サーガ/ブレイキング・ドーン Part2 The Twilight Saga: Breaking Dawn - Part 2 (2012) 監督
- フィフス・エステート/世界から狙われた男 The Fifth Estate (2013) 監督
- Mr.ホームズ 名探偵最後の事件 Mr. Holmes (2015) 監督・脚本
- 美女と野獣 Beauty and the Beast (2017) 監督
- グレイテスト・ショーマン The Greatest Showman (2017) 脚本
- グッドライアー 偽りのゲーム The Good Liar (2019) 監督・製作

## 参照
1. ↑  Steele, Bruce C. (2004年11月23日). “Bill & Al's excellent adventure”. The Advocate. 2007年8月8日閲覧。